# Harageh

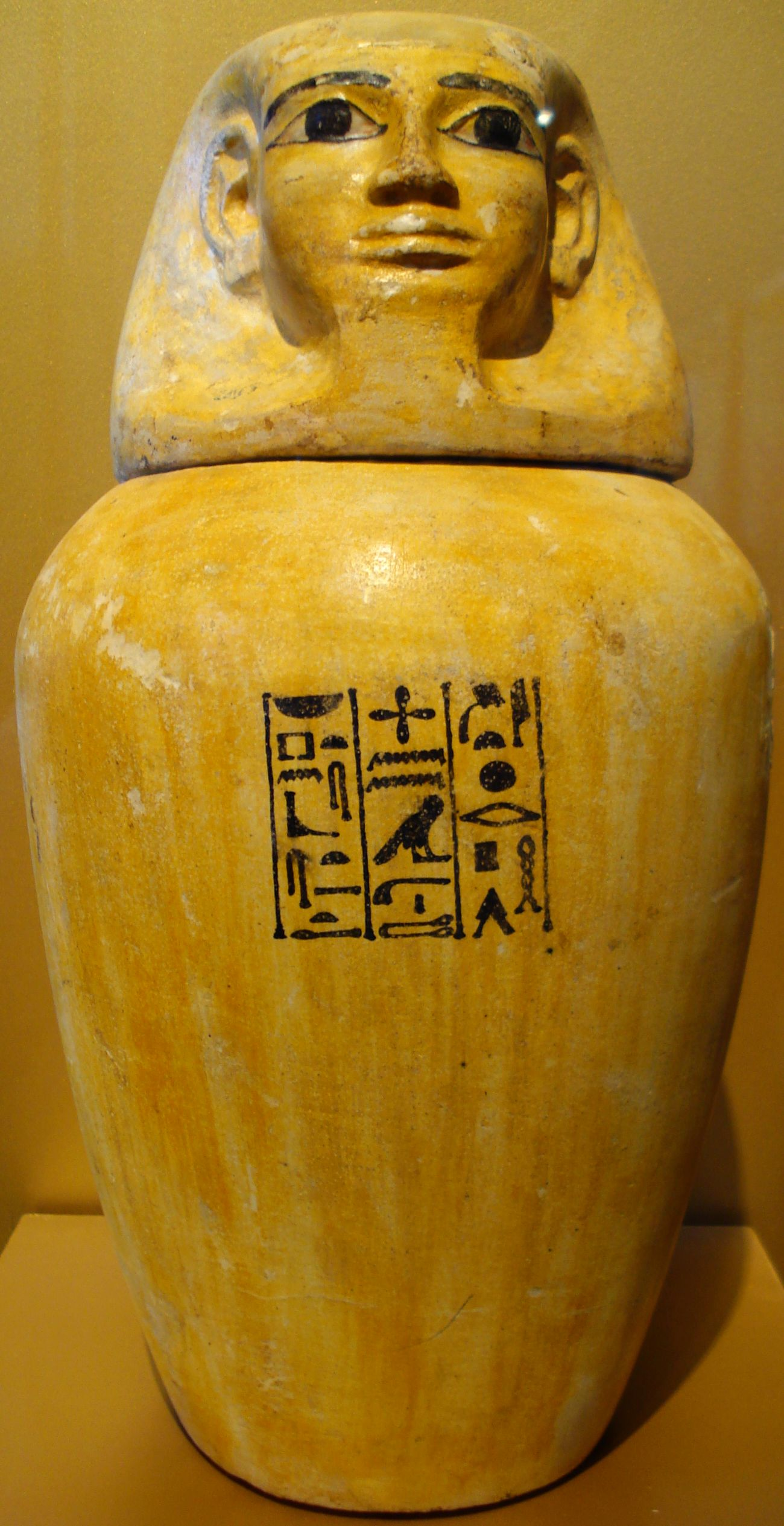
Kanopenkrug der Senebtisi aus Harageh

Harageh, auch el-Harageh oder Haraga, ist ein Dorf in Ägypten, in dessen Nähe verschiedene altägyptische Friedhöfe gefunden wurden. Das Dorf befindet sich am Eingang zum Fayum, nahe Lahun.

## Friedhöfe
Die Friedhöfe datieren in die Naqadazeit (ca. 3500 v. Chr.), in die Erste Zwischenzeit (ca. 2150 v. Chr.), in das späte Mittlere Reich (etwa 1800 v. Chr.), in das Neue Reich und vereinzelte Bestattungen in spätere Epochen. Sie wurden in einer Kampagne 1913 bis 1914 von Reginald Engelbach ausgegraben.

## Funde
Die Friedhöfe des Mittleren Reiches gelten als die best ergrabenen und vor allem best publizierte Gräberfelder dieser Epoche. Die Toten sind hier meist in Schachtgräbern mit unterirdischen Grabkammern bestattet worden, Oberbauten sind nicht erhalten. Es fanden sich Statuen, Stelen und Särge, einige unberaubte Grabanlagen enthielten reichen Schmuck. Es fanden sich einige Papyrusfragmente, darunter eines mit der Geschichte des Sinuhe.